# Tidy Towns
Tidy Towns (en Irlandais: Bailte Slachtmhara) est un concours annuel, organisé depuis 1958 par le Département de la communication, de la lutte contre le changement climatique et de l’environnement ((en) Department of Communications, Climate Action and Environment) afin d’honorer les villes et villages les plus attrayants et les mieux gérés d'Irlande.

Logo des Tidy Towns.

Le concours est organisé sur une base nationale et les participants doivent s'inspirer de modules comprenant l'approche globale du développement (plan quinquennal), l'environnement bâti, l'aménagement paysager, la faune et les ressources naturelles, la propreté, la gestion et la réduction des déchets, les zones résidentielles, les voies de communication et l'arrière-pays.
Le concours est jugé pendant les mois d’été (de mai à août) par un arbitre indépendant qui remet à chaque ville un rapport écrit félicitant les actions et développements positifs et fournissant des suggestions pour la manière dont la communauté peut améliorer son environnement en général.
Ce concours couvre de nombreux aspects de l'environnement et des prix sont décernés aux gagnants. Le gagnant est nommé "Ireland's Tidiest Town". Le palmarès est dévoilé à la fin du concours, en septembre.
Un concours comparable est organisé au Canada et en Australie.

## Villes lauréates
Depuis les années 2000, le palmarès national s'est élargi aux catégories petite ville, ville moyenne et grande ville.

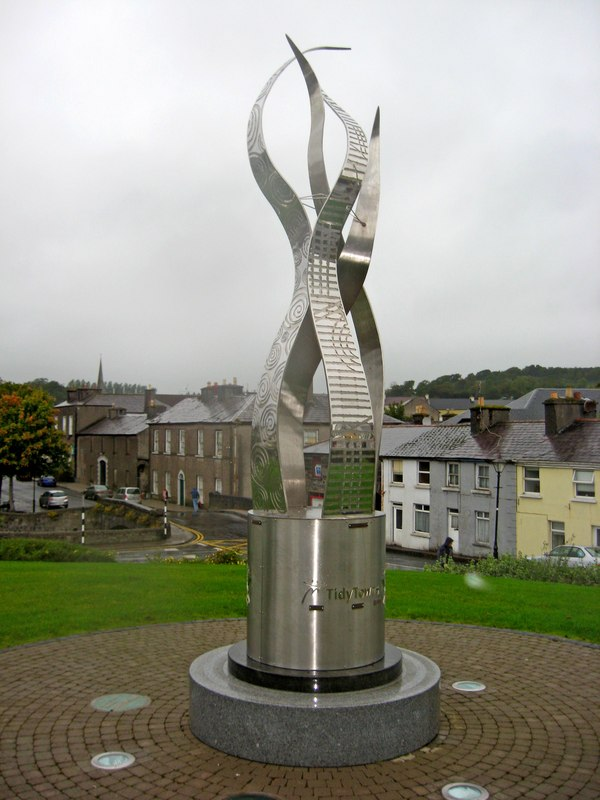
Le monument Tidy Towns à Westport.

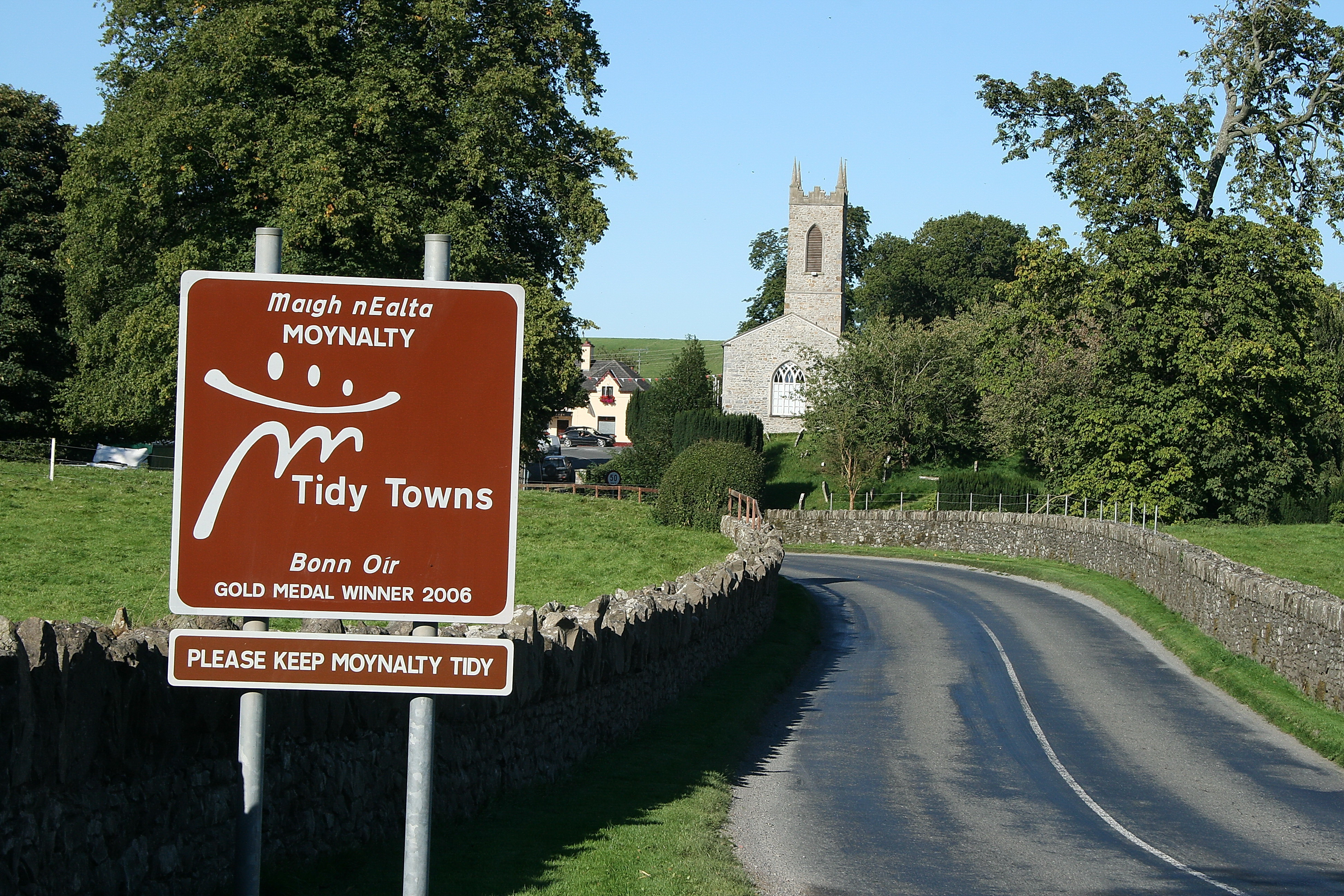
Moynalty a remporté la médaille d'or en 2005.

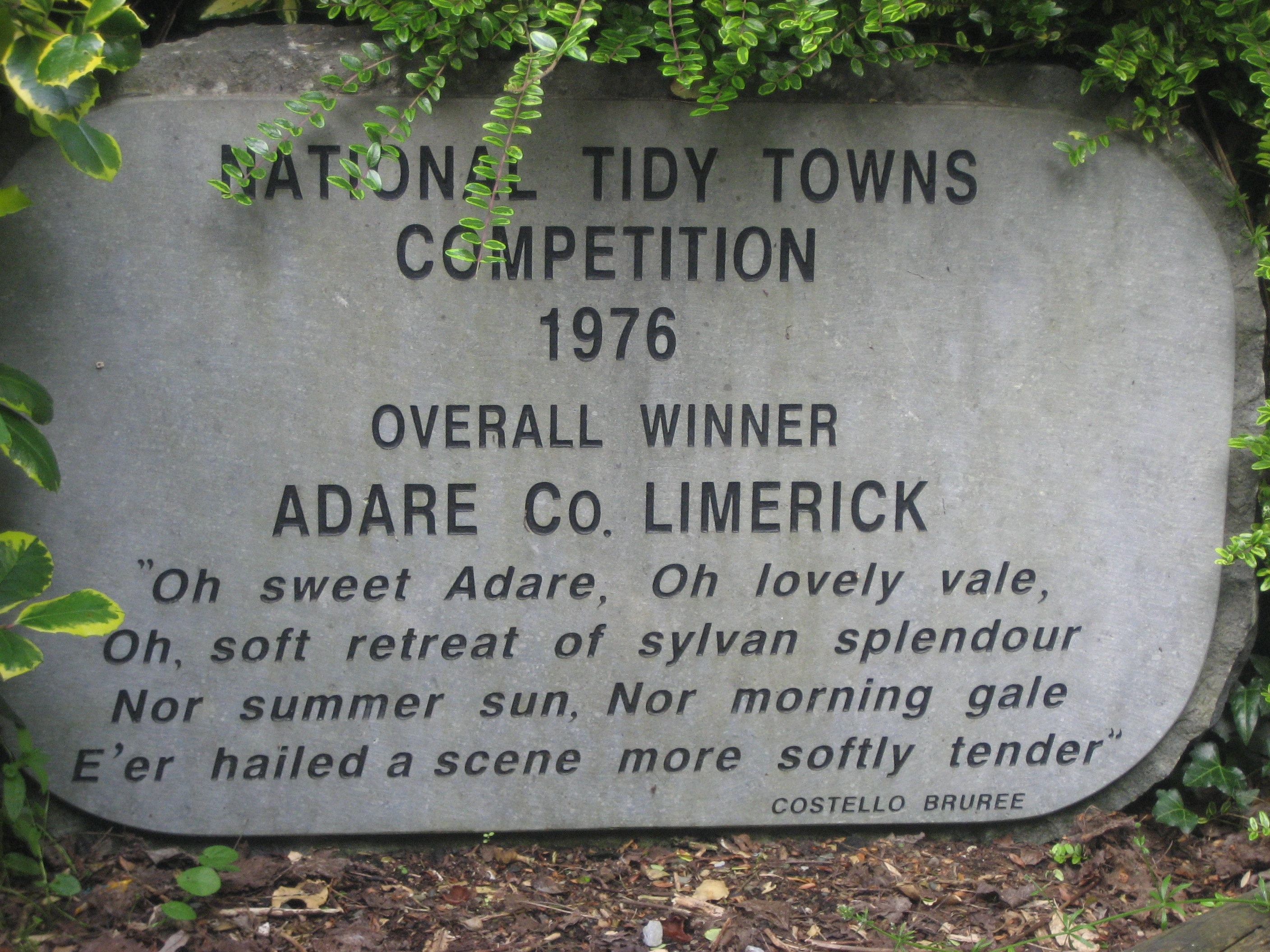
Le trophée d'Adare en 1976.

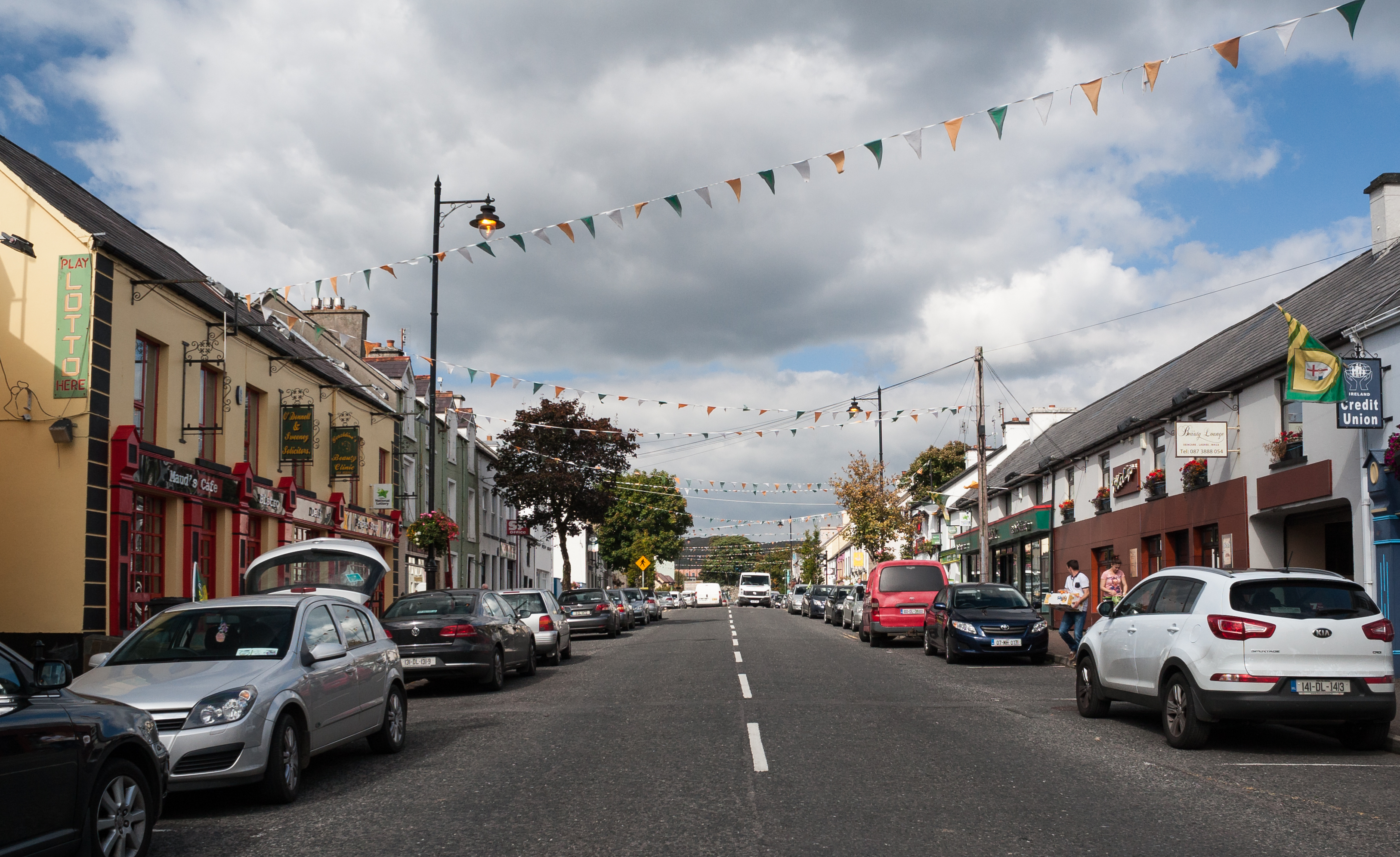
Glenties (Na Gleannta), Comté du Donegal, la seule localité à avoir remporté le trophée à cinq reprises.

| Année | Lauréat national                                      | Village                                               | Petite ville                                          | Grande ville                                          | Grand centre urbain                                   |
| ----- | ----------------------------------------------------- | ----------------------------------------------------- | ----------------------------------------------------- | ----------------------------------------------------- | ----------------------------------------------------- |
| 1958  | Glenties                                              | Non attribué                                          | Non attribué                                          | Non attribué                                          | Non attribué                                          |
| 1959  | Glenties (2)                                          | Non attribué                                          | Non attribué                                          | Non attribué                                          | Non attribué                                          |
| 1960  | Glenties (3)                                          | Non attribué                                          | Non attribué                                          | Non attribué                                          | Non attribué                                          |
| 1961  | Rathvilly                                             | Non attribué                                          | Non attribué                                          | Non attribué                                          | Non attribué                                          |
| 1962  | Glenties (4)                                          | Non attribué                                          | Non attribué                                          | Non attribué                                          | Non attribué                                          |
| 1963  | Rathvilly (2)                                         | Non attribué                                          | Non attribué                                          | Non attribué                                          | Non attribué                                          |
| 1964  | Virginia                                              | Non attribué                                          | Non attribué                                          | Non attribué                                          | Non attribué                                          |
| 1965  | Virginia (2)                                          | Non attribué                                          | Non attribué                                          | Non attribué                                          | Non attribué                                          |
| 1966  | Ballyjamesduff                                        | Non attribué                                          | Non attribué                                          | Non attribué                                          | Non attribué                                          |
| 1967  | Ballyjamesduff (2)                                    | Non attribué                                          | Non attribué                                          | Non attribué                                          | Non attribué                                          |
| 1968  | Rathvilly (3)                                         | Non attribué                                          | Non attribué                                          | Non attribué                                          | Non attribué                                          |
| 1969  | Tyrrellspass                                          | Non attribué                                          | Non attribué                                          | Non attribué                                          | Non attribué                                          |
| 1970  | Malin                                                 | Non attribué                                          | Non attribué                                          | Non attribué                                          | Non attribué                                          |
| 1971  | Ballyconnell                                          | Non attribué                                          | Non attribué                                          | Non attribué                                          | Non attribué                                          |
| 1972  | Trim                                                  | Non attribué                                          | Non attribué                                          | Non attribué                                          | Non attribué                                          |
| 1973  | Kiltegan                                              | Non attribué                                          | Non attribué                                          | Non attribué                                          | Non attribué                                          |
| 1974  | Ballyconnell (2) & Trim (2)                           | Non attribué                                          | Non attribué                                          | Non attribué                                          | Non attribué                                          |
| 1975  | Kilsheelan                                            | Non attribué                                          | Non attribué                                          | Non attribué                                          | Non attribué                                          |
| 1976  | Adare                                                 | Non attribué                                          | Non attribué                                          | Non attribué                                          | Non attribué                                          |
| 1977  | Multyfarnham                                          | Non attribué                                          | Non attribué                                          | Non attribué                                          | Non attribué                                          |
| 1978  | Glaslough                                             | Non attribué                                          | Non attribué                                          | Non attribué                                          | Non attribué                                          |
| 1979  | Kilsheelan (2)                                        | Non attribué                                          | Non attribué                                          | Non attribué                                          | Non attribué                                          |
| 1980  | Newtowncashel                                         | Non attribué                                          | Non attribué                                          | Non attribué                                          | Non attribué                                          |
| 1981  | Mountshannon                                          | Non attribué                                          | Non attribué                                          | Non attribué                                          | Non attribué                                          |
| 1982  | Dunmanway                                             | Non attribué                                          | Non attribué                                          | Non attribué                                          | Non attribué                                          |
| 1983  | Terryglass                                            | Non attribué                                          | Non attribué                                          | Non attribué                                          | Non attribué                                          |
| 1984  | Trim (3)                                              | Non attribué                                          | Non attribué                                          | Non attribué                                          | Non attribué                                          |
| 1985  | Kilkenny                                              | Non attribué                                          | Non attribué                                          | Non attribué                                          | Non attribué                                          |
| 1986  | Kinsale                                               | Non attribué                                          | Non attribué                                          | Non attribué                                          | Non attribué                                          |
| 1987  | Sneem                                                 | Non attribué                                          | Non attribué                                          | Non attribué                                          | Non attribué                                          |
| 1988  | Carlingford                                           | Non attribué                                          | Non attribué                                          | Non attribué                                          | Non attribué                                          |
| 1989  | Ardagh                                                | Non attribué                                          | Non attribué                                          | Non attribué                                          | Non attribué                                          |
| 1990  | Malahide                                              | Non attribué                                          | Non attribué                                          | Non attribué                                          | Non attribué                                          |
| 1991  | Malin (2)                                             | Non attribué                                          | Non attribué                                          | Non attribué                                          | Non attribué                                          |
| 1992  | Ardmore                                               | Non attribué                                          | Non attribué                                          | Non attribué                                          | Non attribué                                          |
| 1993  | Keadue                                                | Non attribué                                          | Non attribué                                          | Non attribué                                          | Non attribué                                          |
| 1994  | Galbally                                              | Non attribué                                          | Non attribué                                          | Non attribué                                          | Non attribué                                          |
| 1995  | Glenties (5)                                          | Non attribué                                          | Non attribué                                          | Non attribué                                          | Non attribué                                          |
| 1996  | Ardagh (2)                                            | Non attribué                                          | Non attribué                                          | Non attribué                                          | Non attribué                                          |
| 1997  | Terryglass (2)                                        | Non attribué                                          | Non attribué                                          | Non attribué                                          | Non attribué                                          |
| 1998  | Ardagh (3)                                            | Non attribué                                          | Non attribué                                          | Non attribué                                          | Non attribué                                          |
| 1999  | Clonakilty                                            | Non attribué                                          | Non attribué                                          | Non attribué                                          | Non attribué                                          |
| 2000  | Kenmare                                               | Non attribué                                          | Non attribué                                          | Non attribué                                          | Non attribué                                          |
| 2001  | Westport                                              | Non attribué                                          | Non attribué                                          | Non attribué                                          | Non attribué                                          |
| 2002  | Castletown                                            | Castletown                                            | Lismore                                               | Ennis                                                 |                                                       |
| 2003  | Keadue (2)                                            | Keadue                                                | Kenmare                                               | Westport                                              |                                                       |
| 2004  | Lismore                                               | Moynalty                                              | Lismore                                               | Westport                                              |                                                       |
| 2005  | Ennis                                                 | Moynalty                                              | Lismore                                               | Ennis                                                 |                                                       |
| 2006  | Westport (2)                                          | Birdhill                                              | Aughrim                                               | Westport                                              | Ennis                                                 |
| 2007  | Aughrim                                               | Birdhill                                              | Aughrim                                               | Killarney                                             | Letterkenny                                           |
| 2008  | Westport (3)                                          | Birdhill                                              | Kenmare                                               | Westport                                              | Ennis                                                 |
| 2009  | Emly                                                  | Emly                                                  | Aughrim                                               | Westport                                              | Ennis                                                 |
| 2010  | Tallanstown                                           | Tallanstown                                           | Lismore                                               | Killarney                                             | Kilkenny                                              |
| 2011  | Killarney                                             | Emly                                                  | Lismore                                               | Killarney                                             | Kilkenny                                              |
| 2012  | Abbeyshrule                                           | Abbeyshrule                                           | Clonakilty                                            | Westport                                              | Ennis                                                 |
| 2013  | Moynalty                                              | Moynalty                                              | Kenmare                                               | Killarney                                             | Ennis                                                 |
| 2014  | Kilkenny (2)                                          | Clonegal                                              | Kilrush                                               | Westport                                              | Kilkenny                                              |
| 2015  | Letterkenny                                           | Clonegal                                              | Listowel                                              | Westport                                              | Letterkenny                                           |
| 2016  | Skerries                                              | Birdhill                                              | Listowel                                              | Skerries                                              | Ennis                                                 |
| 2017  | Birdhill                                              | Birdhill                                              | Clonakilty                                            | Westport                                              | Ennis                                                 |
| 2018  | Listowel                                              | Glaslough                                             | Listowel                                              | Westport                                              | Ballincollig                                          |
| 2019  | Glaslough (2)                                         | Glaslough                                             | Blackrock                                             | Wesport                                               | Ennis                                                 |
| 2020  | Annulé à cause de la pandémie de Covid-19 en Irlande. | Annulé à cause de la pandémie de Covid-19 en Irlande. | Annulé à cause de la pandémie de Covid-19 en Irlande. | Annulé à cause de la pandémie de Covid-19 en Irlande. | Annulé à cause de la pandémie de Covid-19 en Irlande. |
| 2021  | Ennis                                                 | Geashill                                              | Abbeyleix                                             | Cobh                                                  | Ennis                                                 |
| 2022  | Trim (4)                                              | Rosscarbery                                           | Clonakilty                                            | Ennis                                                 | Trim                                                  |

## Localisation des lauréats des Tidy Towns en Irlande
| \| 50 km1:1 991 000 Lauréat national. Lauréat dans son comté uniquement \| Glenties Birdhill Kilrush Ballincollig Clonegal Listowel Skerries Rathvilly Virginia Ballyjamesduff Tyrrellspass Letterkenny Malin Trim Kiltegan Ballyconnell Kilsheelan Adare Multyfarnham Glaslough Newtowncashel Dunmanway Mountshannon Terryglass Kilkenny Kinsale Sneem Carlingford Ardagh Malahide Ardmore Keadue Galbally Clonakilty Kenmare Westport Castletown Lismore Ennis Aughrim Abbeyshrule Tallanstown Killarney Moynalty Emly Blackrock Geashill Cobh Cahir |
| 50 km1:1 991 000 Lauréat national. Lauréat dans son comté uniquement |